# Стевич, Саша
Саша Стевич (серб. Саша Стевић / Saša Stević; 31 мая 1981, Приедор, СФРЮ) — сербский футболист, полузащитник.

## Биография
Начал профессиональную карьеру в клубе «Рудар» из города Приедор. С 2001 года по 2005 год выступал за «Борац» из Чачак. Всего за команду он отыграл 53 матча и забил 2 гола. Позже играл в Финляндии за клубы «Яро» и «Мариехамн». Летом 2008 года перешёл в сербский «Банат». В команде играл на протяжении около полутора лет и сыграл 28 матчей в которых забил 4 мяча. Зимой 2010 года перешёл в румынский «Чахлэул» на правах свободного агента. Стевич в команде провёл полгода и сыграл 15 матчей. «Чахлэул» по итогам сезона 2009/10 занял предпоследнее 17-е место в Лиге I и вылетел в Лигу II.
В июне 2010 года подписал контракт с луцкой «Волынью», также летом в команду перешёл другой серб Стеван Рачич. В Премьер-лиге Украины дебютировал 10 июля 2010 года в домашнем матче против полтавской «Ворсклы» (0:4). Саша Стевич стал основным игроком клуба в первой половине сезона 2010/11, он запомнился тем, что почти в каждом матче получал различные травмы. После матча с днепропетровским «Днепром» (1:1) главный тренер «Волыни» Виталий Кварцяный назвал Стевича настоящим бойцом, так как в этом матче он играл с забинтованной головой. При этом повязку несколько раз меняли, поскольку у него текла кровь и заливала ему лицо. В больнице Саше наложили 7 швов. Летом 2013 года покинул «Волынь» так как контракт Саши с украинской командой закончился и стороны решили его не продлевать.